# Santa Isabel Ziján
Santa Isabel Ziján är en ort i Mexiko.   Den ligger i kommunen Siltepec och delstaten Chiapas, i den sydöstra delen av landet, 800 km sydost om huvudstaden Mexico City. Santa Isabel Ziján ligger 1 781 meter över havet och antalet invånare är 117.
Terrängen runt Santa Isabel Ziján är bergig söderut, men norrut är den kuperad. Terrängen runt Santa Isabel Ziján sluttar norrut. Runt Santa Isabel Ziján är det ganska glesbefolkat, med 50 invånare per kvadratkilometer. Närmaste större samhälle är Capitán Luis A. Vidal, 8,3 km nordväst om Santa Isabel Ziján. I omgivningarna runt Santa Isabel Ziján växer i huvudsak städsegrön lövskog.